# Psilopogon armillaris
Psilopogon armillaris là một loài chim trong họ Megalaimidae.